# 313921 Daassou
313921 Daassou este un asteroid din centura principală de asteroizi.

## Descriere
313921 Daassou este un asteroid din centura principală de asteroizi. A fost descoperit pe 5 septembrie 2004 la Vicques de Michel Ory. Asteroidul prezintă o orbită caracterizată de o semiaxă mare de 3,18 ua, o excentricitate de 0,23 și o înclinație de 13,0° în raport cu ecliptica.